# Церковь Петра и Павла (Барген)

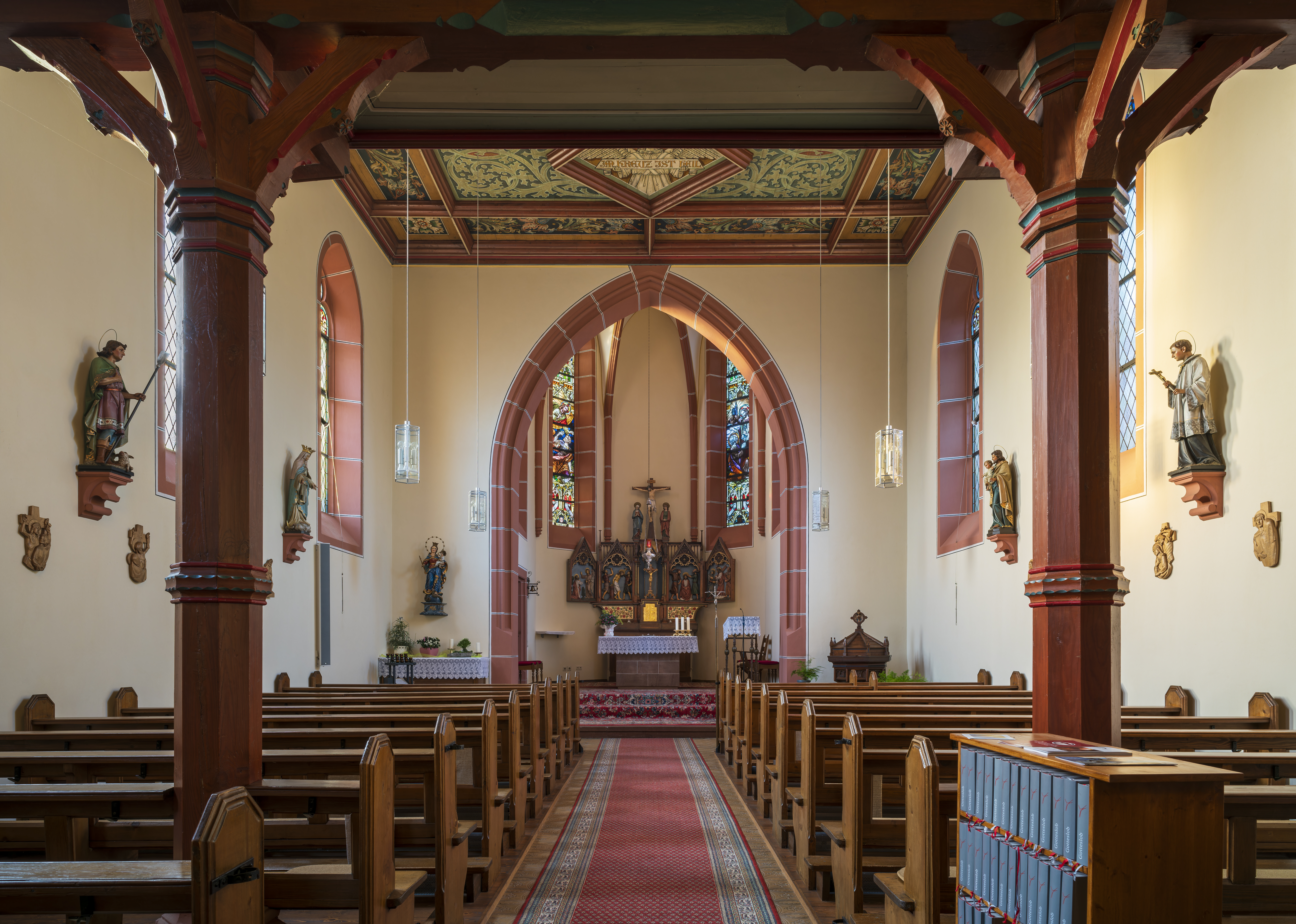
Внутренний вид

Приходская церковь Святых Петра и Павла находится в Баргене, районе Хельмштадт-Барген в округе Рейн-Неккар в земле Баден-Вюртемберг. Здание зарегистрировано как памятник архитектуры в Государственном управлении по охране памятников земли Баден-Вюртемберг. Приход принадлежит к Крайхгаускому деканату в архиепархии Фрайбурга.

## Описание
Неоготический зальный костёл был построен в 1904 году по проекту Людвига Майера из тесаной кладки и заменил использование протестантской церкви в качестве совместной церкви для верующих католиков. Он состоит из нефа и утопленного, трехгранного закрытого хора на северо-западе с пристроенной ризницей. С двускатной крыши нефа возвышается квадратная башенка на юго-востоке, в которой находится колокольня с тремя церковными колоколами и которая покрыта восьмиугольным зубчатым шлемом.
Орган был построен компанией Mönch Orgelbau.